# Томашпільська вулиця
Томашпі́льська ву́лиця — вулиця в Дарницькому районі міста Києва. Пролягає від Харківського шосе до Борової вулиці.
До Томашпільської вулиці прилучається Ташкентська вулиця.

## Історія
Томашпільська вулиця виникла в середині XX століття під назвою 233-я Нова́. Сучасна назва — з 1953 року.